# 费斯曼 (月球陨石坑)

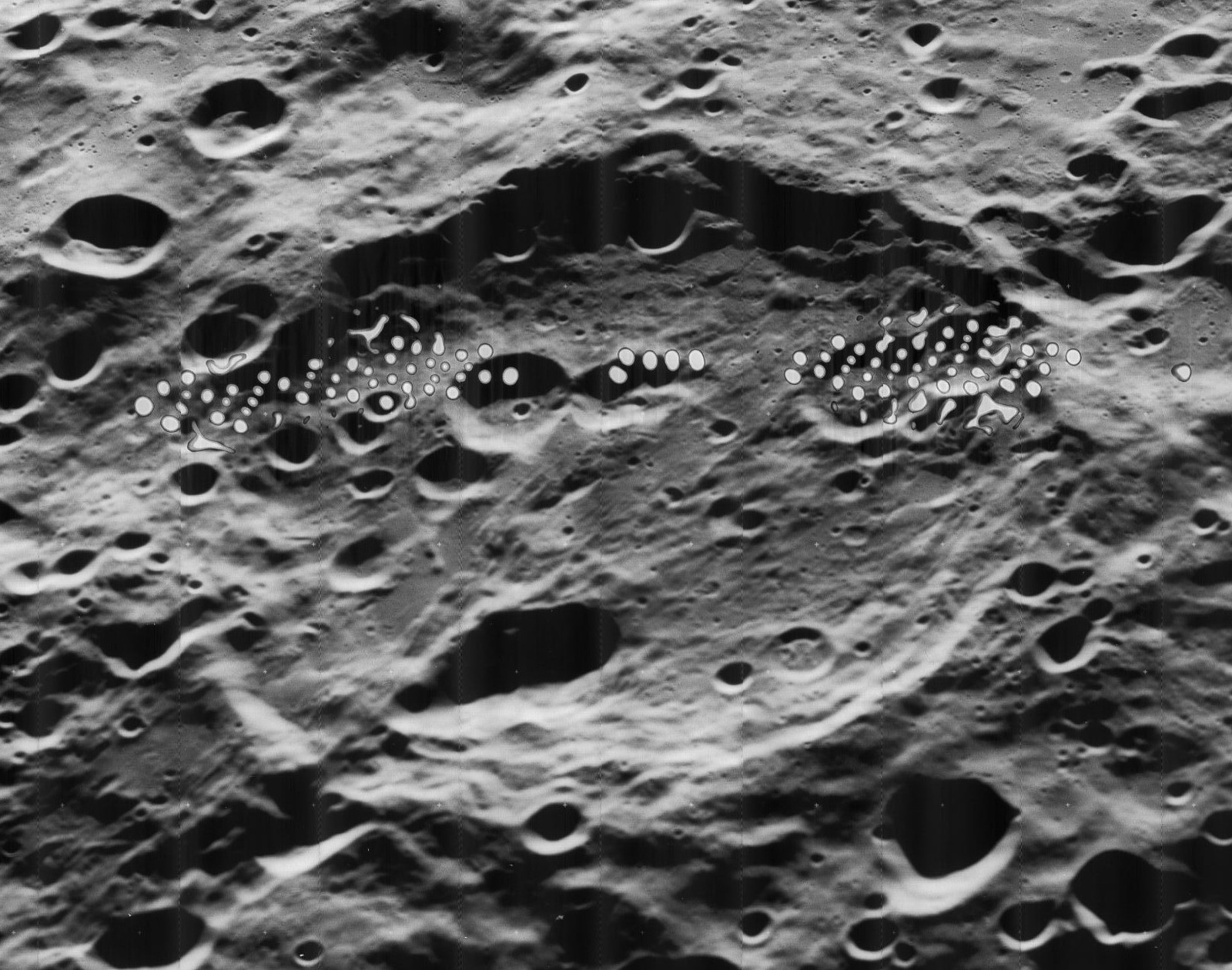
月球轨道器5号拍摄的斜视图，斑点条是原图中的瑕疵点。

费斯曼环形山（Fersman）是月球背面北半球一座古老的大撞击坑，约形成于39.2-38.5亿年前的酒海纪，其名称取自前苏联矿物学家暨地球化学家亚历山大·叶夫根耶维奇·费斯曼（1883年-1945年），1970年被国际天文学联合会正式接受。

## 描述
该陨坑东面靠近已损毁的外尔环形山、西侧毗邻坡印廷环形山、较小的麦克纳利陨石坑和康斯托克环形山分别位于它的北面和东北、西南坐落着相对较为年轻的米勒环形山，而南面稍远处则横亘更着巨大的赫茨普龙环形山。该陨坑中心月面坐标为17°54′N 126°04′W / 17.9°N 126.06°W，直径148.14公里，深约2.971公里。
费斯曼环形山边缘轮廓参差不齐，东南侧略微外凸。陨坑因存续期悠长而严重损毁，环磨损、低矮的坑壁上覆盖了众多尺寸不一的小撞击坑，其中南侧边缘几乎与周边地形形成一体。该环形山残壁最大高出周边地形表面1730米，内部容积约有24594.05立方千米。沿东南壁及东部坑底堆积着一系列呈东南-西北走向的喷发物带，另外，一串近乎笔直的陨石坑径直从它的东南面穿过坑底，一路伸向西北。这串链坑在坑底中间断开，但在北侧壁附近又连接到一起，全长约100公里，这些都可能是东南方东方海盆地撞击形成时所抛射出的喷出物。费斯曼环形山坑内中心点以南还分布有一群小陨坑，此外，西侧内壁上也嵌入有一座小撞击坑。

## 另请参阅
- Andersson, L. E.; Whitaker, E. A. . NASA RP-1097. 1982.
- Blue, Jennifer. . USGS. July 25, 2007  [2007-08-05]. （原始内容存档于2015-05-26）.
- Bussey, B.; Spudis, P. . New York: Cambridge University Press. 2004. ISBN 978-0-521-81528-4.
- Cocks, Elijah E.; Cocks, Josiah C. . Tudor Publishers. 1995. ISBN 978-0-936389-27-1.
- McDowell, Jonathan. . Jonathan's Space Report. July 15, 2007  [2007-10-24]. （原始内容存档于2015-01-12）.
- Menzel, D. H.; Minnaert, M.; Levin, B.; Dollfus, A.; Bell, B. . Space Science Reviews. 1971, 12 (2): 136–186. Bibcode:1971SSRv...12..136M. doi:10.1007/BF00171763.
- Moore, Patrick. . Sterling Publishing Co. 2001. ISBN 978-0-304-35469-6.
- Price, Fred W. . Cambridge University Press. 1988. ISBN 978-0-521-33500-3.
- Rükl, Antonín. . Kalmbach Books. 1990. ISBN 978-0-913135-17-4.
- Webb, Rev. T. W.  6th revised. Dover. 1962. ISBN 978-0-486-20917-3.
- Whitaker, Ewen A. . Cambridge University Press. 1999. ISBN 978-0-521-62248-6.
- Wlasuk, Peter T. . Springer. 2000. ISBN 978-1-85233-193-1.